# Strada statale 73 Senese-Aretina
Die Strada statale 73 (SS 73) ist eine italienische Staatsstraße, die 1928 zwischen der SS 1 bei Grosseto-Montepescali und Fossombrone-Calmazzo in zwei Teilen festgelegt wurde. Sie geht zurück die 1923 festgelegten Strada nazionale 59 und 63. Wegen ihrer Führung über Siena und durch das Valico di Bocca Trabaria erhielt die SS 73 den namentlichen Titel Senese-Aretina e di Bocca Trabaria. 1938 wurde der Teil San Giustino – Calmazzo (Teil der ehemaligen SN 63) zur SS 73 bis mit dem Titel di Bocca Trabaria umgenummert und der Abschnitt von der SS 1 bis Sansepolcro behielt die Nummer SS 73; trug aber danach nur noch Senese-Aretina als Titel. Das Zwischenstück wurde Teil eines neuen Seitenastes der SS 3 – der „SS 3 bis Tiberina“. Dieses ist durch die Verlegung der „SS 3 bis“ auf eine südwestlich parallel verlaufende Schnellstraße mittlerweile abgestuft. Der Abschnitt von Montepescali bis Siena wurde 2001 zur Provinzialstraße abgestuft. Die „SS 73 bis“ wurde über Calmazzo hinaus als Schnellstraße im Parallelverlauf zur „SS 3“ bis Fano verlängert und ersetzt diese als Staatsstraße.